# 國民政府委員會

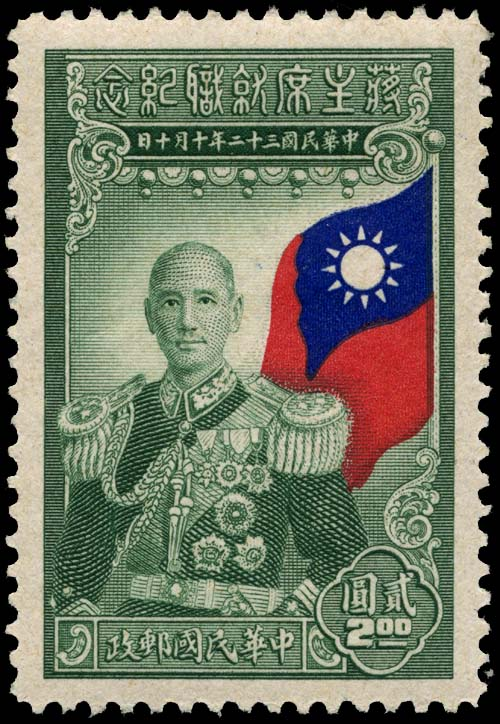
1943年双十节所发行的蒋中正就任国府主席纪念邮票

國民政府委員會為中華民國國民政府的最高決策機關。該委員會採合議制，由國民政府主席和國民政府委員組成。該委員會擁有選任國民政府行政院內閣、立法院、司法院、軍事委員會委員等重要機構的權力。而委員會直屬之國民政府簡稱國府，是中華民國訓政時期的中央政府機構與最高行政機關，成立於1925年7月1日，終止於1948年5月20日《中華民國憲法》正式施行後。
國民政府委員會存在期間屢次由不同人士和成員所構成，但多以中國國民黨黨員為主體，並歷經多次搬遷而有不同的稱謂。另外，其委員會權力也因主席人選不同而有所更迭。一般來說，蔣中正擔任國民政府主席期間，國民政府委員會之職能通常較為廣泛。

## 廣州
1925年7月1日國民政府於廣州正式成立，國民政府委員會也同時運作。至1926年止，該委員會約略架構為設主席一名，委員若干人，該委員均由中國國民黨中央執行委員選任。之後，再由委員中互推主席一人，常務委員5人。

## 寧漢分裂
1927年4月16日至9月20日，寧漢分裂，武漢與南京兩地均設國民政府。在武漢方面，國民政府委員會廢除主席，仍設委員若干人，委員均由中國國民黨中央執行委員選任。之後，再由委員中互推常務委員5人。選任後，汪精衛、譚延闓、孫科、徐謙、宋子文五人為常務委員。
在蔣中正主導的南京國民政府方面，除了保留主席一職、常務委員增為7名外，其餘選任制度均與武漢國民政府相同。另说1927年4月18日南京國民政府成立后，不設主席採常務委員制。早幾天於武漢國民政府當選常務委員的汪精衛、譚延闓、宋子文等三人亦當選南京國民政府委員會之常務委員。這種混亂情形直到1927年9月20日新南京國民政府啟動、武漢國民政府停止運作才結束。

## 訓政
1927年9月，寧漢統一之國民政府於南京召開，委員會成員仍由中國國民黨中央執行委員選出，常務委員則有胡漢民、李烈鈞、蔡元培、汪精衛與譚延闓；其中，汪精衛就任一天後辭職。
1928年2月3日至2月7日，中國國民黨二屆四中全會在南京召開，會議通過了改組國民政府等議案；在委員會方面，規定定額為12－16人，常務委員5人；另外，該會議且規定，五院院長及副院長由該委員會推選之。同年10月，南京國民政府公布《中華民國國民政府組織法》，規定國民政府總攬中華民國之治權，政府由行政院、立法院、司法院、考試院、監察院組成。在委員會方面則取消常務委員；設主席一人，委員十至十二人。至此，由委員會主導的南京國民政府政權組織形式漸趨完備，並一直維持至1948年國民政府解散為止。
雖說法令明定國民政府委員會擁有中國國政決策權，不過一般來說，蔣中正擔任主席期間，國民政府委員會之職能通常較為廣泛。事實上，1932年至1945年期間，蔣中正一直是以中華民國國民政府軍事委員會委員長兼陸海空三軍總司令職務來行使中華民國元首統帥權力，而國民政府委員會主席僅是虛位元首。

## 國民政府委員會成員名單
1927年9月寧漢合流後，成立統一的南京國民政府；行憲後，蔣中正於1948年5月20日就任中華民國總統，國民政府主席、副主席及委員即行解職。這期間的國民政府委員會成員名單如下：

### 1927年9月-1928年2月
國民政府常務委員：
- 1927年9月17日選任，9月20日就任：汪兆銘（1927.9.21辭職）、胡漢民、李烈鈞、蔡元培、譚延闓
- 1928年1月3日選任：蔣中正、孫科、林森

國民政府委員：
- 1927年9月17日選任，9月20日就任：丁惟汾、于右任、孔庚（1927.9.21辭職）、王法勤、王伯群、王寵惠、古應芬、白崇禧、田桐、伍朝樞、朱培德、李宗仁、李濟深、李烈鈞、汪兆銘（1927.9.21辭職）、何應欽、宋子文、居正、林森、周震鱗、柏文蔚、胡漢民、陳調元、唐生智（1927.9.21辭職）、孫科、張人傑、張繼、黃紹竑、許崇智、鈕永建、鄒魯、覃振、程潛、馮玉祥、楊樹莊、經亨頤、熊克武、鄧澤如、蔡元培、樊鍾秀、劉守中、蔣中正、蔣作賓、戴傳賢、謝持、閻錫山、譚延闓
- 1927年9月27日選任：宋淵源
- 1927年12月9日選任：趙戴文、張之江

### 1928年2月-10月
國民政府主席：
- 1928年2月7日選任：譚延闓

國民政府常務委員：
- 1928年2月7日選任：譚延闓、蔡元培、張人傑、李烈鈞、于右任

國民政府委員：
- 1928年2月7日選任：丁惟汾、于右任、王伯群、王法勤、王寵惠、孔祥熙、古應芬、白崇禧、白雲梯、田桐、伍朝樞、朱培德、朱霽青、李宗仁、李烈鈞、李濟深、汪兆銘、何香凝、何應欽、宋子文、宋淵源、林森、周震鱗、柏文蔚、胡漢民、陳調元、孫科、許崇智、張人傑、張之江、張繼、黃郛、黃紹竑、鈕永建、程潛、馮玉祥、楊樹莊、經亨頤、熊克武、鄧澤如、蔡元培、趙戴文、樊鍾秀、劉守中、蔣中正、蔣作賓、戴傳賢、閻錫山、譚延闓
- 1928年2月22日選任：方振武、孫岳（1928.5.27逝世）、岳維峻
- 1928年3月8日選任：鹿鐘麟、商震、宋哲元、劉郁芬、楊虎城

### 1928年10月-1931年6月
國民政府主席：
- 1928年10月10日就任：蔣中正

國民政府委員：
- 1928年10月10日就任：蔣中正、譚延闓（1930.9.22逝世）、胡漢民（1931.3.2辭職）、蔡元培、戴傳賢、王寵惠、馮玉祥（1929.5.24撤職）、孫科、陳果夫、何應欽、李宗仁（1929.3.26免職）、楊樹莊、閻錫山（1930.4.5免職）、李濟深（1929.3.26免職）、林森、張學良
- 1928年10月18日選任：張繼
- 1929年9月11日選任：趙戴文
- 1929年11月21日選任：朱培德、唐生智（1929.12.9撤職）
- 1930年1月16日選任：宋子文
- 1930年11月18日選任：于右任
- 1930年12月18日選任：張作相、王樹翰
- 1931年3月3日選任：邵元沖

### 1931年6月-12月
國民政府主席：
- 1931年6月15日選任：蔣中正（1931.12.15辭職）
- 1931年12月15日代理：林森

國民政府委員：
- 1931年6月15日選任：蔣中正（1931.12.15辭職）、蔡元培、張人傑、胡漢民、丁惟汾、于右任、張繼、戴傳賢、林森、張學良、朱培德、楊樹莊、何應欽、宋子文、陳果夫、葉楚傖、邵力子、陳銘樞、王寵惠、邵元沖、劉蘆隱、韓復榘、劉峙、何成濬、劉湘、張作相、王樹翰、吳鐵城、張景惠、劉尚清、孔祥熙、王伯群、王正廷、馬福祥、劉瑞恆、龍雲、徐永昌、陳調元、何鍵、李濟深（1931.12.15免職）
- 1931年11月11日選任：施肇基、鈕永建

### 1931年12月-1943年9月
國民政府主席：
- 1932年1月1日就任：林森（1943.8.1逝世）
- 1943年8月1日代理：蔣中正

國民政府委員：
- 1931年12月28日選任：蔣中正（1937.3.25辭職）、汪兆銘（1932.2.18辭職）、胡漢民（1936.5.12逝世）、唐紹儀（1938.9.30逝世）、張人傑、蔡元培（1940.3.5逝世）、蕭佛成（1939.5.31逝世）、鄧澤如（1934.12.19逝世）、謝持（1939.4.16逝世）、許崇智（1942.1.23辭職）、王法勤（1941.5.28逝世）、李烈鈞、鄒魯、邵元沖（1932.5.12免職）、陳果夫、葉楚傖、宋子文（1932.1.30免職）、王伯群、方振武（1933.10.5免職）、熊克武、閻錫山、馮玉祥、趙戴文、王樹翰、劉尚清（1941.10.27辭職）、薛篤弼（1933.1.31辭職）、柏文蔚、程潛（1936.1.15辭職）、經亨頤（1938.9.21逝世）、孔祥熙（1933.10.29免職）、恩克巴圖（1942.1.23免職）、楊庶堪（1942.8.6逝世）、馬福祥（1932.8.19逝世）
- 1931年12月29日選任：劉守中（1941.10.23逝世）、楊樹莊（1934.1.10逝世）、王正廷（1937.1.20辭職）
- 1932年2月18日選任：黃紹竑（1932.5.10免職）
- 1932年5月13日選任：伍朝樞（1934.1.2逝世）、張繼
- 1933年2月11日選任：周震鱗、徐紹楨（1936.9.13逝世）
- 1933年10月5日選任：黃復生、陳立夫（1938.3.4辭職）
- 1933年11月3日選任：宋子文
- 1934年1月13日選任：班禪額爾德尼（1937.12.1逝世）
- 1934年1月20日選任：鄧家彥
- 1934年1月27日選任：李文範
- 1934年12月27日選任：馬超俊
- 1936年1月15日選任：雲端旺楚克（1938.3.24逝世）
- 1936年9月16日選任：汪兆銘（1939.1.1撤職）、黃郛（1936.12.6逝世）
- 1937年1月20日選任：王寵惠（1938.4.25辭職）、馬良（1939.11.4逝世）
- 1937年3月25日選任：章嘉呼圖克圖
- 1938年1月12日選任：陳濟棠（1942.1.23辭職）
- 1938年3月4日選任：馬麟
- 1938年10月4日選任：沙克都爾札布
- 1939年2月17日選任：宋慶齡
- 1939年9月25日選任：胡毅生
- 1941年12月26日選任：鈕永建
- 1942年1月23日選任：劉哲、許崇灝、樂景濤
- 1942年4月6日選任：麥斯武德
- 1942年8月18日選任：焦易堂
- 1942年8月26日選任：喬義生
- 1943年3月24日選任：馮自由

### 1943年9月-1947年4月
國民政府主席：
- 1943年9月13日選任，10月10日就任：蔣中正

國民政府委員：
- 1943年9月13日選任：孔祥熙、孫科、葉楚傖（1946.2.15逝世）、居正、覃振、戴傳賢、朱家驊、于右任、劉尚清（1947.2.20逝世）
- 1943年10月9日選任：張人傑、鄒魯、馮玉祥、閻錫山、宋慶齡、張繼、熊克武、柏文蔚、李烈鈞（1946.2.20逝世）、李文範、王伯群（1944.12.20逝世）、章嘉呼圖克圖、馬麟（1945.1.26逝世）、沙克都爾札布（1945.7.13逝世）、胡毅生、鈕永建、劉哲、麥斯武德
- 1944年11月21日選任：宋子文、周鍾嶽
- 1945年1月16日選任：魏懷
- 1945年6月4日選任：翁文灝
- 1946年10月16日選任：陳其采、魏道明

### 1947年4月-1948年5月
國民政府主席：
- 1947年4月17日選任：蔣中正

國民政府副主席：
- 1947年4月17日選任：孫科

國民政府委員：
- 1947年4月18日選任：孫科、居正、于右任、戴傳賢、張羣、張繼（1947.12.15逝世）、鄒魯、宋子文（1947.10.27免職）、翁文灝、王寵惠、章嘉呼圖克圖、邵力子、王世杰、蔣夢麟、鈕永建、吳忠信、陳布雷、曾琦、陳啓天（1947.5.19免職）、余家菊、何魯之、伍憲子（1947.8.16免職）、胡海門、戢翼翹、莫德惠、陳輝德、王雲五、鮑爾漢
- 1947年5月19日選任：常乃惪（1947.7.26逝世）
- 1947年6月7日選任：徐傅霖
- 1947年10月27日選任：丁惟汾、黃紹竑、顏惠慶